# 山形県立河北病院
山形県立河北病院（やまがたけんりつかほくびょういん）は、山形県西村山郡河北町にある医療機関。病院の理念は、「地域の中核病院として、信頼される医療を提供」。

## 概要
戦後、日本医療団によって日本医療団谷地病院として開院。1949年5月1日に医療団の解散によって、運営が県に移管となる。
1964年4月1日に、山形県立河北病院に改称。今日に至る。

## 年表
- 1947年（昭和22年）3月1日 - 日本医療団谷地病院として発足。
- 1949年（昭和24年）5月1日 - 日本医療団の解散に伴い県に移管となり、山形県最初の県立病院として発足。
- 1964年（昭和39年）4月1日 - 山形県立河北病院に改称。
- 1981年（昭和56年）
  - 3月15日 - 新病院竣工。
  - 5月22日 - 外来診療開始。
- 2013年（平成25年）- 2月10日 - 電子カルテシステム稼働
- 2015年（平成27年）4月1日 - 緩和ケア病棟・地域包括ケア病棟開設。
- 2016年（平成28年）7月 - アニマルセラピーを導入[1]。
- 2018年（平成30年）4月1日 - 経営効率化の一環で24床を減床[2]。
- 2019年（令和元年）
  - 5月 - 県病院事業局が外来診療科の廃止を含む経営健全化計画案を公表[3]。
  - 9月2日 - 皮膚科は休止。小児科と眼科は体制を縮小して診察を継続[4]。

## 診療科
| - 内科 - 神経内科 - 疼痛緩和内科 - 小児科 - 外科 | - 整形外科 - 脳神経外科 - 泌尿器科 - 産婦人科 - 眼科 | - 耳鼻咽喉科 - 放射線科 - 麻酔科 - 神経変性疾患 |

## 医療機関指定
出典
| 救急告示病院                                          | エイズ治療拠点病院 |
| 第二種感染症指定医療機関                              | 臨床研修病院       |
| 日本医療機能評価機構認定機能別版評価項目3rdG：Ver.2.0 |                    |

## アクセス
- 車
  - 最寄インターチェンジ→東北中央自動車道 東根IC。
  - 無料の来院者用駐車場あり。
- 電車
  - 奥羽本線・さくらんぼ東根駅からタクシーで約20分。
  - 左沢線・寒河江駅からタクシーで約15分。
- バス
  - 寒河江駅から谷地行きのバス乗車→河北病院西口で下車（所要時間約20分）。

## 統合に向けて
西村山地区の人口減少や医師不足に対応するため河北病院と寒河江市立病院を統合することで2024年3月28日に山形県と寒河江市が基本合意した。